# Red Hodges
Red Hodges (circa 1887 – 1950) è stato un giocatore di poker statunitense.

## Biografia
Il 19 maggio 1985 è stato inserito nel Poker Hall of Fame, in quanto considerato uno dei più grandi giocatori di ogni epoca nel Seven Card Stud e nel Deuce to seven.
Nato nel Texas orientale, si sposò con un'insegnante. Era soprannominato "Society Red" perché, a detta di Johnny Moss, era "eccezionale sia come uomo, sia come giocatore d'azzardo".